# III Liceum Ogólnokształcące im. Marii Dąbrowskiej w Płocku
III Liceum Ogólnokształcące z Oddziałami Dwujęzycznymi im. Marii Dąbrowskiej w Płocku – liceum w Płocku utworzone w 1970 roku, wchodzące w skład Zespołu Szkół nr 3.

## Historia

### Utworzenie liceum
Kiedy w 1959 roku podjęto decyzję o budowie Mazowieckich Zakładów Rafineryjnych i Petrochemicznych, liczba ludności miasta zaczęła gwałtownie rosnąć. Do tego czasu w Płocku istniały dwa licea: Liceum Ogólnokształcące im. Małachowskiego oraz Liceum Ogólnokształcące im. Jagiełły, jednakże rozwój miasta spowodował, iż te przestały być wystarczające. Z tego powodu Kuratorium Oświaty i Wychowania w Warszawie utworzyło w 1970 roku III Liceum Ogólnokształcące. Dyrektorem nowej szkoły został Stanisław Sikora.

### Budynek szkolny
W początkowych latach swej działalności liceum nie miało własnego budynku. Przez pierwszy rok szkolny 1970/1971 szkoła mieściła się w siedzibie Studium Nauczycielskiego przy ul. Jachowicza 20. Kolejne dwa lata 1971–1973 miało miejsce dzielenie budynku Szkoły Podstawowej nr 7 przy ul. Miodowej 18. Następnie, na rok 1973/1974, III Liceum przeniosło się do nowo wybudowanego gmachu filii Politechniki Warszawskiej przy ul. Łukasiewicza. 15 sierpnia 1974 roku szkoła wprowadziła się do swojej obecnej siedziby. Jest to budynek trzykondygnacyjny, w którym rozmieszczonych zostało 16 klas, biblioteka, stołówka oraz sala gimnastyczna.

### Patron
Początkowo władze szkoły starały się o nadanie imienia Mikołaja Kopernika. Rada pedagogiczna brała także pod uwagę postacie Krzysztofa Kamila Baczyńskiego, Bolesława Krzywoustego, a także Witolda Zglenickiego. Jednak ostatecznie 17 czerwca 1974 roku podjęto decyzję o nadaniu szkole imienia powieściopisarki Marii Dąbrowskiej. Tego samego roku, w listopadzie, Kuratorium Oświaty i Wychowania wydało akt nadania imienia, który sformalizował pełną nazwę liceum, istniejącą w tej formie nieprzerwanie do dziś.

### Rozbudowa
Rozwój szkoły spowodowany zwiększającą się liczbą uczniów wymusił rozbudowę liceum już na początku lat 80. Jednak problemy finansowe opóźniły prace budowlane na tyle, że nowy segment został oddany dopiero w 1989 roku. Dzięki niemu przybyło 10 sal lekcyjnych oraz pomieszczenia administracji. Następnie w latach 90. została dobudowana wielofunkcyjna sala widowiskowa, a w 2003 roku wykonano jej nadbudowę o dodatkowe 2 klasy i salę korekcyjną. W 2006 roku powstało boisko szkolne, a w 2010 roku nadbudowano skrzydło administracyjne, co zwiększyło liczbę pomieszczeń o kolejne 7, w tym świetlicę. W czasie wakacji 2010 roku najstarsza część budynku przeszła remont generalny, który umożliwił uruchomienie monitoringu wizyjnego, radiowęzła i telewizji szkolnej.

## Dyrektorzy
- Stanisław Sikora (1970-1987)
- Jan Owczuk (1987-1999)
- Katarzyna Góralska (1999-2008)
- Krzysztof Wiśniewski (2008-2013)
- Agnieszka Wierzchowska (2013-2024)[4]
- Dorota Cywińska (2024[5]-)

## Znani absolwenci
- Radosław Brzózka[6]
- Szymon Marciniak[potrzebny przypis]